# Therese Malfatti

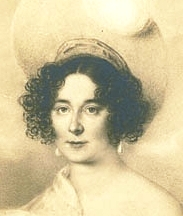
Therese Malfatti, Ausschnitt aus einem anonymen Pastellbild

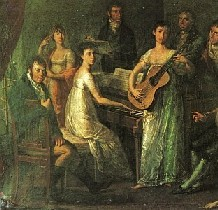
Therese Malfatti am Klavier im Kreis ihrer Familie, um 1810

Therese von Droßdik, geborene Malfatti (* 1. Jänner 1792 in Wien; † 27. April 1851 ebenda) ab 1806 Malfatti von Rohrenbach zu Dezza war eine österreichische Musikerin und Freundin Ludwig van Beethovens.

## Leben
Therese Malfatti war die Tochter des Wiener Kaufmanns Jacob Friedrich Malfatti (1769–1829) und eine Cousine des berühmten und wohlhabenden Arztes Johann Baptist Malfatti (1775–1859). Ihr Vater, der ab 1804 ein Gut in Walkersdorf am Kamp besaß, wurde am 2. April 1806 mit dem Titel „Edler von Rohrenbach zu Dezza“ in den erbländischen Adelsstand erhoben. Ihre jüngere Schwester Anna (1792–1869) heiratete am 29. Mai 1811 in Etsdorf am Kamp Beethovens Freund Ignaz von Gleichenstein.
Durch Gleichenstein kam Beethoven 1810 in Kontakt mit Thereses Familie, bei der er sich sehr wohl fühlte. Die Familie Malfatti wohnte zu dieser Zeit im Haus Rotenturmstraße 771, in der sich auch der Firmensitz befand, ab 1820 Nr. 725, heute Rotenturmstraße 24. Beethoven schrieb:

„ich danke dir guter g. daß du mich dorthin gebracht hast.“

Der Musikwissenschaftler Ludwig Nohl erfuhr später von ihrer Schwester Anna: 

„Die Familie war sehr musikalisch und Beethoven gab der Tochter Therese, die sehr schön spielte, Clavierunterricht, verliebte sich in sie und wollte sie auch heirathen. Davon hielt ihn jedoch mit gutem Fug sein Freund Gleichenstein zurück.“

In einer anderen Quelle heißt es: 

„Seine Herzensneigung zu ihr entwickelte sich ebenso rasch wie leidenschaftlich, ward jedoch von dem jugendlichen Mädchen weder jetzt noch später erwidert.“

Der Plan einer Heirat mit Therese Malfatti kommt auch in mehreren Briefen des Komponisten zum Ausdruck:
- Beethovens Brief an Nikolaus Zmeskall vom 18. April 1810: „errinnern sie sich nicht der Lage, worin ich bin, wie einst Herkules bey der Königin Omphale??? […] nie habe ich die Macht oder die schwäche der Menschlichen Natur so gefühlt als izt.“[8]
- Seine Bitte an Gleichenstein, ihm um 300 fl. Hemdenstoff und Halstücher zu besorgen.[9]
- Seine Bitte an seinen Bonner Jugendfreund Franz Gerhard Wegeler am 2. Mai 1810 um Zusendung eines Taufscheins.[10]
- Sein Brief an Therese Ende Mai 1810 mit der Aussage „vergeßen Sie das Tolle“[11]
- Stephan von Breunings Mitteilung an Wegeler vom 11. August 1810, Beethovens „Heyraths Parthie hat sich zerschlagen.“[12]
- Die Reaktion auf Thereses offensichtliche Absage: „Deine Nachricht stürzte mich aus den Regionen des höchsten Entzückens wieder tief herab.“[11]

Therese heiratete am 14. Juni 1816 in Worms den k. k. Hofrat Johann Wilhelm von Droßdik (1771–1852). Therese von Droßdik bezeichnete sich noch im Alter als Schülerin Beethovens und spielte seine Sonaten mit „unvergleichlicher Virtuosität“. Wenig beachtet ist ihre Freundschaft mit Franz Schubert, den sie im Fasching 1828 zu einem ihrer jährlichen Hausbälle einlud. Ein Freund Schuberts, der Komponist Joseph Lanz (1797–1873), widmete ihr sein Rondeau pour le Pianoforte op. 1.
Zuletzt wohnte sie in der Kärntnerstraße Nr. 1038, wo sie mit 59 Jahren „an der Wassersucht“ starb. Es ist das heutige Haus Kärntner Straße 38, in dem vorübergehend auch der Jurist Johann Nepomuk Zizius (1772–1824) wohnte, der dort vielbesuchte musikalische Soireen veranstaltete.

## Albumblatt „Für Elise“
Beethoven übersandte Therese die Klaviersonate op. 78. Außerdem besaß sie das heute verschollene Autograph der Für Elise genannten Bagatelle WoO 59 („Für Elise am 27 April zur Erinnerung von L. v. Bthvn“). Ludwig Nohl entdeckte es 1865 bei Babette Bredl in München. Dorthin kam das Autograph durch Bredls unehelichen Sohn, den Pianisten und Komponisten Rudolph Schachner, der Therese Malfattis Hausfreund gewesen war und ihre Musikalien geerbt hatte. Obwohl Nohl ausdrücklich bemerkt, das Stück sei „nicht für Therese geschrieben“, stellte Max Unger 1923 die These auf, Nohl habe sich verlesen und die Widmung müsse „Für Therese“ lauten.
2010 wurde Ungers These durch Klaus Martin Kopitz in Frage gestellt, zumal er erstmals nachweisen konnte, dass Beethoven zur fraglichen Zeit tatsächlich mit einer Frau namens „Elise“ – und zwar mit der damals 17-jährigen Elisabeth Röckel – eng befreundet war. 2015 veröffentlichte Kopitz weitere, bisher unbekannte Quellen zu deren Beziehung mit Beethoven, erneut 2020.